# Victor Bouveng
Victor Bouveng (ur. 17 kwietnia 1996 roku) – szwedzki kierowca wyścigowy.

## Kariera
Bouveng rozpoczął karierę w wyścigach samochodowych w 2011 roku od startów w Północnoeuropejskim Pucharze Formuły Renault 2.0. Z dorobkiem 63 punktów uplasował się tam na 24 pozycji w klasyfikacji generalnej. W tym samym roku wystartował również gościnnie w Europejskim Pucharze Formuły Renault 2.0 podczas rundy na torze Circuit de Spa-Francorchamps. W późniejszych latach pojawiał się także w stawce Volkswagen Scirocco R-Cup Germany.

## Statystyki
| Sezon | Seria                                         | Zespół                 | Wyścigi | Zwycięstwa | PP | NO | Podium | Punkty | Pozycja |
| ----- | --------------------------------------------- | ---------------------- | ------- | ---------- | -- | -- | ------ | ------ | ------- |
| 2011  | Północnoeuropejski Puchar Formuły Renault 2.0 | Trackstar Racing       | 14      | 0          | 0  | 0  | 0      | 63     | 24      |
| 2011  | Europejski Puchar Formuły Renault 2.0         | Trackstar              | 2       | 0          | 0  | 0  | 0      | 0      | NS†     |
| 2012  | Północnoeuropejski Puchar Formuły Renault 2.0 | Interwetten.com Racing | 18      | 0          | 0  | 0  | 0      | 82     | 22      |
| 2013  | Volkswagen Scirocco R-Cup Germany             |                        | 9       | 0          | 0  | 0  | 0      | 160    | 10      |

† – Bouveng nie był zaliczany do klasyfikacji.